# Duke of Ross
Duke of Ross war ein erblicher britischer Adelstitel, der zweimal in der Peerage of Scotland geschaffen wurde.

## Verleihungen
Der Titel wurde erstmals am 29. Januar 1488 für James Stewart, 1. Earl of Ross, geschaffen. Er war der zweite Sohn König Jakobs III. von Schottland. Der Titel wurde ihm zusammen mit den nachgeordneten Titeln Marquess of Ormond, Earl of Edirdale und Lord Brechin and Navar verliehen. Bereits am 23. Januar 1481 waren ihm die Titel Earl of Ross und Lord of Brechin, Navar and Ardmannoch verliehen worden. Alle diese Titel gehörten zur Peerage of Scotland und erloschen bei seinem Tod am 17. Januar 1504.
In zweiter Verleihung wurde der Titel 1514 an Alexander Stewart verliehen. Er war der posthume vierte Sohn König Jakobs IV. von Schottland. Der Titel erlosch, als er bereits am 18. Dezember 1515 starb.

## Liste der Dukes of Ross

### Dukes of Ross, erste Verleihung (1488)
- James Stewart, 1.  Duke of Ross (1476–1504)

### Dukes of Ross, zweite Verleihung (1514)
- Alexander Stewart, 1. Duke of Ross (1514–1515)